# Le Bocche
Le Bocche sono una dorsale dell'isola d'Elba situata alle pendici del Monte Perone, di cui costituiscono un contrafforte in direzione nord.
Sul pianoro delle Bocche, caratterizzato da rocce basaltiche, si trova un monolite abbattuto di monzogranito che potrebbe essere classificabile come un menhir protostorico.

## Ambiente
La vegetazione è composta da macchia mediterranea di Arbutus unedo e Quercus ilex.